# Phillipe Michel
Phillipe Michel (* 2. April 1965) ist ein ehemaliger französischer Boxer, französischer Meister und Meister der EBU.

## Karriere
1995 wurde Michel zum Pflichtherausforderer des bis dahin ungeschlagenen Polen Dariusz Michalczewski, der die Titel nach Version der WBO, WBA und IBF innehatte. Der Kampf wurde einstimmig für Michalczewski gewertet.
Im Jahr 1996 verlor er gegen den späteren WBA-Weltmeister Christophe Tiozzo.